# Luciano Lai
| Odkryte planetoidy: 13 | Odkryte planetoidy: 13 |
| ---------------------- | ---------------------- |
| (7144) Dossobuono      | 20 maja 1996           |
| (15951) 1998 BB2       | 17 stycznia 1998       |
| (20171) 1996 WC2       | 30 listopada 1996      |
| (37742) 1996 WB2       | 30 listopada 1996      |
| (40759) 1999 TY9       | 6 października 1999    |
| (58508) 1996 WA2       | 30 listopada 1996      |
| (58583) 1997 SV4       | 25 września 1997       |
| (69409) 1995 UQ        | 19 października 1995   |
| (69975) 1998 WU5       | 17 listopada 1998      |
| (79829) 1998 WT5       | 17 listopada 1998      |
| (90927) 1997 SU4       | 25 września 1997       |
| (96388) 1998 BD42      | 26 stycznia 1998       |
| (150225) 1998 UG21     | 28 października 1998   |
|                        |                        |

Luciano Lai (ur. w 1948) – włoski astronom amator. Obserwacje astronomiczne prowadzi w Osservatorio astronomico di Madonna di Dossobuono w Weronie (kod IAU 560). Oprócz obserwacji zajmuje się projektowaniem i konstruowaniem teleskopów i optyki.
W latach 1995–1999 odkrył 13 planetoid.
W uznaniu jego pracy jedną z planetoid nazwano (11100) Lai.